# Майкл Грант (історик)
Майкл Грант (англ. Michael Grant; 21 листопада 1914 року, Лондон — 4 жовтня 2004, там же) — британський антикознавець, нумізмат, автор багатьох популярних робіт з античної історії . Професор, доктор, почесний доктор.

## Біографія
Єдиний син полковника Моріса Гранта.
Навчався в  Герроу і в 1933—1936 рр. в кембріджському  Трініті-коледжі, де в 1936—1938 рр. студент-дослідник. У 1938—1942 рр. роках член коледжу. У Кембріджі отримав ступінь доктора словесності (Litt.D.).
Учасник Другої світової війни, служив офіцером розвідки. Потім співробітник  Британської ради в 1940—1945 рр. в Туреччині.
У 1947 році повернувся в Трініті-коледж. У 1948—1959 роках професор латинської в Единбурзькому університеті. У 1953—1956 роках президент Королівського нумізматичного товариства.
Почесний доктор словесності  Трініті-коледжу в Дубліні (1961). Американським нумізматичним суспільством нагороджений медаллю Гантінгтона (1964).
Одружився в 1944 році в Туреччині на співробітниці Шведської дипмісії, має два сина.
CBE (1958), OBE (1946).
Автор майже 50 книг, присвячених стародавнім Греції і Риму, а також раннього християнства. Опублікував більше 70 робіт.
книги
- The Rise of the Greeks (Weidenfeld and Nicolson, 1987)
- Клеопатра. Остання з Птолемеїв
- Юлій Цезар. жрець Юпітера
- Нерон. Владика земного пекла
- Ірод Великий. Дволикий правив Юдеєю
- Римляни. Цивілізація Стародавнього Риму
- Катастрофа Римської імперії — The Fall of the Roman Empire: A Reappraisal (New York, 1976; rpt. London, 1997)
- Розквіт Римської імперії
- Дванадцять Цезарів
- Цивілізація Стародавнього Риму
- Історія Стародавнього Ізраїлю